# Маркове (Феодосійський район)
Ма́ркове (до 1948 року — Мама́т-Шаку́л, крим. Mamat Şaqul) — село Феодосійського району Автономної Республіки Крим. Розташоване на півночі району, за 6 км на схід від села Кайнаш, на автотрасі Ічкі — Іслям-Терек.

## Опис
За даними сільради на 2009 рік, село займало площу 81 гектар на якій у 110 дворах проживало 448 осіб.
Через село протікає річка Сувлу-Індол. Працюють сільський клуб, фельдшерсько-акушерський пункт, магазин. Через віддаленість села та відсутність робочих місць, жителі завдяки земельним ділянкам займаються овочівництвом та вирощуванням зернових культур. У селі є хворе поголів'я великої рогатої худоби, розвинене вівчарство.

## Населення
Згідно з переписом УРСР 1989 року чисельність наявного населення села становила 387 осіб, з яких 183 чоловіки та 204 жінки.
За переписом населення України 2001 року в селі мешкало 445 осіб.

### Мова
Розподіл населення за рідною мовою за даними перепису 2001 року:
| Мова              | Відсоток |
| ----------------- | -------- |
| кримськотатарська | 53,36 %  |
| російська         | 34,75 %  |
| циганська         | 5,83 %   |
| українська        | 4,71 %   |
| білоруська        | 0,22 %   |
| інші              | 1,13 %   |

## Історія
Село відоме з часів Кримського ханства, в останній його період Чикель входив у Ширинський кадилик Кефінського каймаканства, перша документальна згадка села зустрічається в Камеральному Описі Криму… 1784 року.
За Відомістю про кількість селища, назви оних, у них дворів … що у Феодосійському повіті від 14 жовтня 1805 року, в селі Шакул було 20 дворів і 181 житель кримський татарин.
У середині XIX століття, внаслідок політики російської адміністрації щодо місцевого населення, село було спустошено, і в ньому з'явилася німецька колонія. Відповідно до «Списку населених місць Таврійської губернії за відомостями 1864 року», складеному за результатами VIII ревізії 1864 року, Ельгери-Шакул — власне село німецьких колоністів з 3 дворами та 12 жителями при річці Мокрому Ендолі.
На триверстової карті Шуберта 1865 Шакул — досить велике селище з мечеттю.
Згідно зі Списком населених пунктів Кримської АРСР за Всесоюзним переписом 17 грудня 1926 року, в хуторі Шакул було 10 дворів, всі селянські, населення становило 48 осіб, всі росіяни.
18 травня 1948 року Указом Президії Верховної Ради РРФСР Шакул перейменували на Маркове.